# Парижский отсчёт
Парижский отсчет (фр. Le jour attendra, англ. Paris Countdown) французско-бельгийский триллер режиссёра Эдгара Мари, снятый в 2013.

## Сюжет
Два закадычных друга Милан и Виктор — владельцы парижского ночного клуба, задолжали Вилфреду — владельцу японских ресторанов, крупную сумму денег. Находясь в безвыходном положении, друзья пошли на рискованную сделку. Они соглашаются подработать курьерами и перевезти деньги в Мексику. Получателем посылки является Серки — бандит и психопат, некогда промышлявший в Париже, и на старости лет решивший отойти от дел. Взамен на это им предложили простить долг. Но не тут то было. Почти полностью выполнив задание, друзья попадают в передрягу — при передаче посылки, их всех берет с поличным мексиканская полиция. Под пытками Милана заставляют дать показания против Серки, после чего их с Виктором отпускают, а Серки получает пожизненный срок. Между друзьями сразу возникает ссора, где Виктор, на самом деле втянутый в эту историю по вине Милана, заявляет, что больше не желает поддерживать с Миланом отношений…
Но, спустя 6 лет, Серки неожиданно выходит на свободу и приезжает в Париж. Его цель одна — отомстить. И тут друзьям приходится снова помириться и объединиться, чтобы выжить и спасти не только себя, но и свои семьи.

## В ролях
| Актёр          | Роль               |
| -------------- | ------------------ |
| Жак Гамблен    | Виктор             |
| Оливье Маршаль | Милан              |
| Карло Брандт   | Серки              |
| Реда Катеб     | Вилфред            |
| Игорь Скреблин | Этьен              |
| Франсис Рено   | Жозе               |
| Энн Шаррье     | Сара               |
| Джеймс Кадзама | японский шеф-повар |
| Лор Марсак     | Корел              |
| Софи Майстер   | Алекс              |